# 簡費爾村 (佛羅里達州)
簡費爾村（英語：Jan Phyl Village）是位於美國佛羅里達州波爾克縣的一個人口普查指定地區。

## 地理
簡費爾村的座標為28°01′01″N 81°46′40″W / 28.01694°N 81.77778°W，而該地最高點為海拔高度47米（即154英尺）。

## 人口
根據2010年美國人口普查的數據，簡費爾村的面積為12.50平方千米，當中陸地面積為12.20平方千米，而水域面積為0.30平方千米。當地共有人口5633人，而人口密度為每平方千米450人。